# Wannseeforum

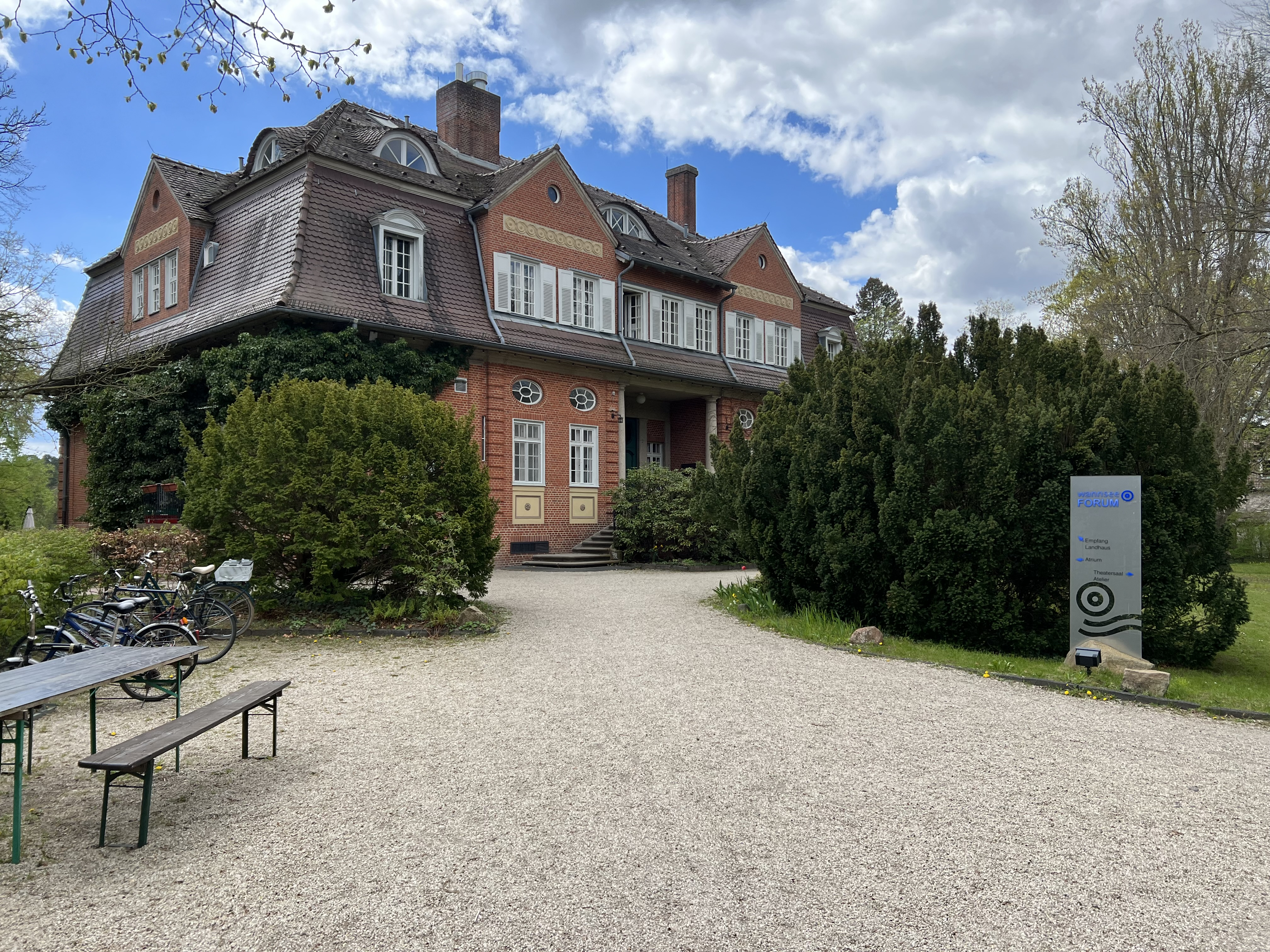
Wannseeforum

Das Wannseeforum (Eigenschreibweise: wannseeFORUM) ist ein Haus der kulturellen und politischen Jugend- und Erwachsenenbildung im Berliner Ortsteil Wannsee.

## Geschichte

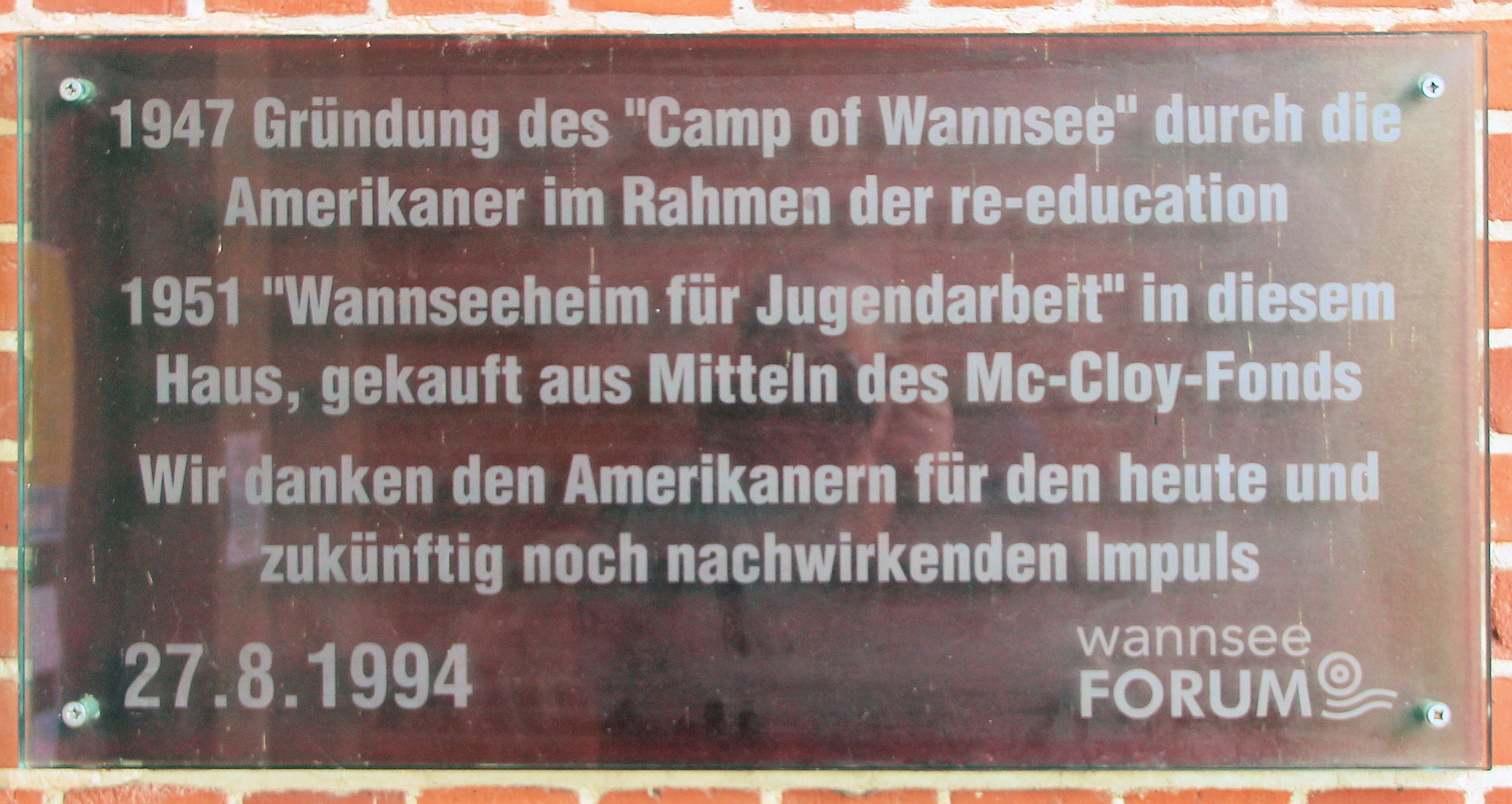
Gedenktafel am Haus Hohenzollernstraße 14, in Berlin-Wannsee

In der von 1906 bis 1908 erbauten Bankiersvilla gründeten US-Behörden 1947 das Camp of Wannsee als Beitrag zur Demokratisierung Deutschlands. 1951 verkaufte die Erbengemeinschaft der Bankiersfamilie Joerger das gesamte Ensemble aus Landhaus, Kutscherhaus und Park als dauerhaften Sitz einer Jugendbildungsstätte an den McCloy-Fonds. Im selben Jahr, am 14. Februar 1951, nach Verkündung und Inkrafttreten der Entnazifizierung, erfolgte die Übergabe des Hauses und des Grundstücks an den deutschen Verein Wannseeheim für Jugendarbeit e. V durch John McCloy, Hochkommissar in Deutschland, und Ernst Reuter, Regierender Bürgermeister von Berlin. Die Fassade des Gebäudes und der repräsentative Kaminsaal wurden bis April 2005 umfangreich saniert.

## Architekturgeschichte
Das Ensemble, bestehend aus Haupthaus, Kutscherhaus und großzügigem Park, ist eines der Ersten der für die Architektengemeinschaft Breslauer & Salinger typischen großen Landhäuser in und um Berlin. Sie setzten Elemente der Architektur märkischer Herrenhäuser unter Berücksichtigung des von Paul Mebes eingeführten Landhauses im Sinne des „Bauens um 1800“ in anspruchsvolle Wohnarchitektur für reiche Industrielle der Kaiserzeit um.

## Lage

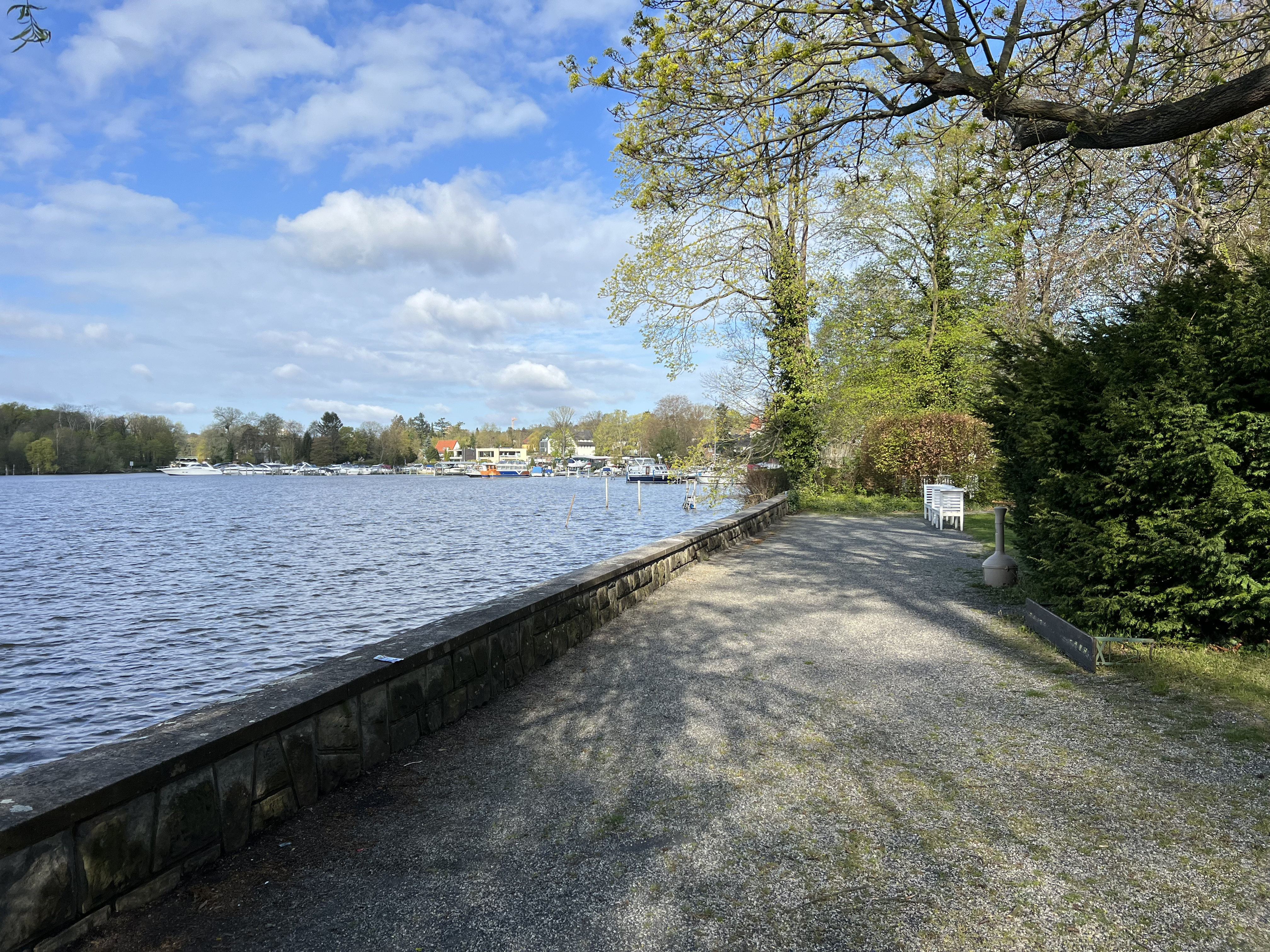
Uferpromenade des Wannseeforums am Pohlesee

Das denkmalgeschützte Landhaus mit seinem Kutscherhaus und dem modernen Atrium liegt im Süden Berlins, im ehemaligen Amerikanischen Sektor, in der Hohenzollernstraße 14 am Pohlesee, einem südlichen Ausläufer des Wannsees.

## Profil
Das Wannseeforum ist als Institution weder einer bestimmten Partei oder Religion noch einer sonstigen Interessengruppe verpflichtet, vertritt also frei die demokratischen Grundwerte. Es steht für Weltoffenheit, Vielfalt und gleiche Rechte für alle, unabhängig von Geschlecht, Religion, sozialer und kultureller Herkunft. Das Profil zeigt sich in der Verbindung von kultureller und politischer Bildung, das zurückgeht auf die Gründung durch US-amerikanischen Behörden und junge Deutsche in der Nachkriegszeit.
Für Demokratie, gegen Nationalismus und Militarismus, entstand der „Verein Wannseeheim für Jugendarbeit e. V.“ im Zeichen der Reeducation.

## Fachbereiche
Das Programm beinhaltet Seminare und Projekte für junge Menschen ab 14 Jahren und Fortbildungen für Mitarbeiter aus Jugendarbeit und Schule.
Das Programm umfasst Kurse und Projekte für Jugendliche und Fortbildungen für Multiplikatoren der Jugendarbeit in den Schwerpunkten politische Bildung, darstellende und bildende Kunst, Musik, Neue Medien, Mädchen- und Frauenbildung, Partizipation, Gender und internationaler Austausch.
Die Veranstaltungen des Wannseeforums wenden sich zum Teil an feste Gruppen, zum anderen Teil sind sie offen ausgeschrieben. Neben dem Seminarangebot für Jugendliche und Multiplikatoren stehen weitere Aufgaben wie Beratung und Begleitung von Modellen für die Jugendbildung und Jugendbeteiligung im Vordergrund der Arbeit.
Im pädagogischen Team arbeiten drei Hauptamtliche in den Fachbereichen Politische Bildung, Kulturelle Bildung und Neue Medien.
Das Haus hat 100 Übernachtungsplätze, die nicht nur von Jugendlichen besucht werden, sondern auch von Erwachsenengruppen aller Altersgruppen.

## Das Berliner Jugendforum und polli-magazin
Seit 2001 richtet das Wannseeforum im Rahmen des Landesprogramms Respectabel das Berliner Jugendforum im Abgeordnetenhaus von Berlin aus. Das Berliner Jugendforum, an dem zahlreiche Berliner Politiker teilnehmen, ist die größte jugendpolitische Veranstaltung in Berlin mit mittlerweile über 1000 teilnehmenden Jugendlichen und den Berliner Abgeordneten. Ziel ist es, einen Austausch zwischen Jugendlichen, jungen Menschen und der Berliner Politik zu gewährleisten, um so der vieldiskutierten Politikverdrossenheit etwas entgegenzusetzen.
Aus der Idee des Berliner Jugendforums entstand im Jahre 2008 polli-magazin. polli-magazin ist das erste Medium in Deutschland, für das sowohl junge Journalisten als auch Abgeordnete schreiben. Es ist ein kostenfreies Online-Magazin. Neben zahlreichen jungen Autoren schreiben heute für das Magazin regelmäßig Politiker wie Clara Herrmann und Özcan Mutlu (beide Bündnis 90/Die Grünen), Mieke Senftleben, Martin Lindner (beide FDP), Evrim Baba (Die Linke), Sascha Steuer (CDU) oder Bilkay Öney (SPD).
Im Jahr 2009 wurde polli-magazin vom Bündnis für Demokratie und Toleranz mit einem Preis für demokratisches Engagement und kreativen Journalismus ausgezeichnet.